# NGC 7301
NGC 7301 ist eine Balken-Spiralgalaxie mit ausgedehnten Sternentstehungsgebieten vom Hubble-Typ SBab im Sternbild Aquarius auf der Ekliptik. Sie ist schätzungsweise 332 Millionen Lichtjahre von der Milchstraße entfernt und hat einen Durchmesser von etwa 100.000 Lichtjahren.
Das Objekt wurde im Jahr 1886 von Francis Preserved Leavenworth entdeckt.